# Spiriduș
Spiridușii (probabil din lat. spiritus – „spirit, suflu, duh de viață”) sunt duhuri binevoitoare domestice prezente în mituri și superstiții ale românilor.

## Legenda
Originea, lor se presupune a veni de la satirii Atenei, antice și e legată de credința în geniile casei, genii pe care le găsim la hotarul dintre civilizația umană , elementul sălbatic și lumea supranaturală. Divinități ale naturii, spiridușii au fost influențați de creștinism și de un amalgam de credințe legate de învierea morților. Când, la începuturi, cultul marilor divinități păgâne a fost interzis de creștinism, zeitățile căminului, apropiate de preocupările zilnice ale poporului (să aibă recolte abundente, animale sănătoase, case curate etc) nu s-au șters de tot. Cultul lor a devenit secret, numele s-a transformat.

## Paralele cu alte mitologii
Prin caracterul său, spiridușul poate fi comparat cu spiritul protector genius din mitologia romană, cu piticii Elf și Kobold din mitologia popoarelor nordice, cu demonul familial lutin de la francezi, cu omulețul Brownie din poveștile scoțiene, cu Leprechaun din mitologia irlandeză și cu duhul Domovoi din mitologia slavă. Legenda spune că spiridușilor le place să strângă aur, pe care îl păstrează într-o oală și îl ascund la capătul curcubeului. Dacă un om prinde un spiriduș, acesta trebuie să îi îndeplinească omului 3 dorințe înainte de a fi eliberat.

## Trăsături
Tocmai pentru distincția realizată anterior, fiind amintite nume ale unor spirite similare din alte culturi, spiridușul trebuie delimitat ca o prezență specifică mitologiei românești. Astfel, spiridușul este clocit de un om și poate avea un posesor diferit de acela dacă este vândut unei alte persoane. El se naște dintr-un ou părăsit care a fost clocit la subsoară un timp determinat; în funcție de proveniența oului, spiridușul are adeseori aspectul unui pui de găină sau a unui șarpe miniatural. Spiridușul se păstrează într-o sticlă și poate fi îndepărtat doar dacă este legat într-o basma la îndemâna eventualilor hoți. Un spiriduș trebuie să primească mereu de lucru; cu pricepere, cel care l-a clocit sau proprietarul poate să obțină bani sau obiecte cu ajutorul său. O plată în bani sau un dar înmânat de spiriduș unei persoane străine se întoarce întotdeauna la posesorul spiridușului.

## Spiridușul nefast
Deși prezența spiridușului este benefică în cele mai multe cazuri, există situații izolate unde el poate lucra împotriva posesorului său. Tudor Pamfile notează: „un drăcușor în carne și oase sau întruchiparea acestuia într-o vietate văzută sau nevăzută care, la casa unde șade, aduce toate nenorocirile de pe lume, atâta timp cât trăiește omul”. Spiridușul casei, cel care poate duce la îndeplinire munci casnice, acționează după bunul plac în momentul în care nu îi este dată o ocupație, aducând adeseori stricăciuni gospodăriei.
Un tip de spiriduș nefast este și leprechaun, o creatură legendară din folclorul irlandez.

## Mitologia românească
În tradițiile românești, spiridușul este un drac încarnat sau înfățișat printr-o vietate -de multe ori sub forma unui pui- care locuiește într-o gospodărie, aducând stăpânului acesteia noroc.
Spiridușii se nasc din ouă :de obicei, un ou părăsit care trebuie ținut la subțioară și clocit acolo timp de 40 de zile. Odată ce iese, acel pui constă de fapt într-un spiriduș, care va trebui ținut într-o oală roșie, nouă, cu coji de ceapă. Apoi acesta va îndeplini toate doleanțele stăpânului său, iar la  moartea acestuia poate fi vândut pe două parale. În Moldova, oul este mic, provenind de la o găină care se crede că a fost călcată de diavol. Așadar, spiridușul care va ieși, deși face bine stăpânului, este un trimis al Necuratului, iar după moartea omului, sufletul său îi va aparține diavolului. După credințele moldovenești, oul părăsit trebuie ținut la subțioară 9 zile într-o casă nelocuită, fără cruci sau icoane, iar după aceste zile , va ieși un pui mic și negru, însuși diavolul, care va îndeplini toate poruncile stăpânului. El va fi păstrat într-o sticlă, într-un borcan sau "oale mici de marmoră sau pământ alb" Tudor Pamfile, fiind hrănit cu miez de nucă.
Conform credințelor populare, spiridușul poate apărea sub forma unui ban, care are puterea de a atrage alți bani de la oamenii bogați. Un astfel de spiriduș se poate achiziționa din Bucovina, de la o vrăjitoare care aduce apă de la nouă fântâni și apoi pune o monedă curată în această apă, descântând : "Te dau după Necurat, dimpreună cu moneda aceasta a lui ... ( se spune numele ), să îi fii de noroc , unde va schimba moneda , tu să o aduci înapoi!" Tudor Pamfile  . Omul va lua acea monedă și o va purta timp de 9 zile sub călcâi , în pantofi, fără să își schimbe încălțămintea sau să se spele, fără a vorbi cu cineva sau a se ruga în tot acest timp. Pentru ca banii să nu fie furați de un spiriduș , femeile din Bucovina așază în punga cu bani nafură.